# تشلان عليا
تشلان عليا هي قرية في مقاطعة مراغة، إيران. عدد سكان هذه القرية هو 619 في سنة 2006.